# Lisa-Maria Kellermayr
Lisa-Maria Kellermayr (* 22. Oktober 1985; † 29. Juli 2022 in Seewalchen am Attersee) war eine österreichische Ärztin. Einer breiten Öffentlichkeit wurde sie bekannt, als sie während der COVID-19-Pandemie von Impfgegnern und Kritikern der Corona-Schutzmaßnahmen massiv bedroht wurde. Sie schloss daraufhin ihre Praxis und beging einen Monat später Suizid. Ihr Tod löste große Anteilnahme aus. Den Behörden, insbesondere der Polizei, wurde mehrfach Versagen vorgeworfen.

## Ausbildung und Berufstätigkeit
Lisa-Maria Kellermayr studierte nach einer Ausbildung als Rettungssanitäterin Medizin in Graz und Wien und arbeitete danach in einer Reha-Klinik in Bad Ischl.
Ab März 2020 war sie im hausärztlichen Notdienst tätig und arbeitete monatelang in der Corona-Pandemiebekämpfung. Ihre Hypothese, dass Asthmasprays mit dem Glucocorticoid Budesonid schwere COVID-19-Verläufe und Spital-Einweisungen verhindern könnten, teilte sie Ende Oktober 2020 bei einer Online-Bezirksärztefortbildung mit. In der Öffentlichkeit wurde dies kaum bekannt. In den österreichischen Medien war darüber erst 2021 zu lesen, nachdem britische Forscher in einer Phase-2-Studie zu einem ähnlichen Befund gekommen waren. In späteren Übersichtsarbeiten zeigte sich jedoch kein positiver Effekt durch die Inhalation von Budesonid oder anderen Glucocorticoiden, der Einsatz wird nicht empfohlen.

## Bedrohung durch Impfgegner und Corona-Leugner
Kellermayr wurde über Monate hinweg aus dem Umfeld von Corona-Leugnern und Impfgegnern bedroht. Die Drohungen gegen sie hatten begonnen, als die Ärztin am 16. November 2021 Teilnehmer einer „Demonstration gegen die Impfpflicht von Gesundheitspersonal“ vor dem Klinikum in Wels auf Twitter dafür kritisierte, den Haupteingang des Klinikums sowie die Rettungsausfahrt zu blockieren. Später stellte sich heraus, dass eine zweite Zufahrt stets offen gewesen war. Die Landespolizeidirektion Oberösterreich antwortete auf Twitter und bezeichnete Kellermayrs Tweet als „Falschmeldung“.
Kellermayr löschte ihren Tweet und bat die Polizei, ihren Tweet ebenfalls zu löschen. Denn, so twitterte Kellermayr: „Dieser Tweet ist Grundlage für eine Flut an Beschimpfungen, Verleumdungen, Drohungen und größten Anstrengungen von Anhängern der Szene, mir größtmöglichen Schaden zuzufügen. Er dient als Begründung, mich eine Lügnerin zu nennen, eine Hexe.“ Die Polizei reagierte nicht und löschte ihren Tweet auch Monate später nicht, als der Fall bereits große mediale Bekanntheit erreicht hatte. Kellermayr wurde durch den Tweet der Polizei in Kreisen radikaler Impfgegner bekannt und Zielscheibe von Morddrohungen, Einschüchterungen und heftigen Beschimpfungen.
Mehrere Drohungen bekam sie etwa von einer Person, die sich „Claas der Killer“ nannte. Er drohte, Kellermayr zu „schlachten“, allerdings erst, nachdem er „die Wände der Ordination mit den Gehirnen Deiner Mitarbeiter gestrichen hat“. Er werde Kellermayr „betäuben und in einem Keller foltern“, schrieb er ein weiteres Mal. Andere drohten mit „Schrotflinte“ oder einer „tödlichen Impfdosis“.
Kellermayr bat um Polizeischutz, ihre Bitte wurde abgewiesen. Um sich und ihre Angestellten zu schützen, gab Kellermayr laut eigenen Angaben daraufhin 100.000 Euro für Sicherheitsmaßnahmen und privates Sicherheitspersonal aus. Mehrfach nahm das Sicherheitspersonal laut Aussage von Kellermayr Personen, die ihre Praxis betreten wollten, Butterfly-Messer ab. Laut Darstellung ihres Personenschützers Marco Pucher im August 2022 habe dieser bei zwei bis drei Patienten Messer abgenommen, an gefährliche Situationen könne er sich nicht erinnern, zweimal sei es zu Vorfällen mit „provokanten Leuten gekommen“. Am 6. April wurde Anzeige gegen Unbekannt bei der Staatsanwaltschaft Wels wegen gefährlicher Drohung erstattet, Spuren zu einem möglichen Täter führten nach Deutschland. Am 14. Juni wurde das Ermittlungsverfahren „mangels inländischer Gerichtsbarkeit“ eingestellt. Ein Sprecher der Polizei Oberösterreich sagte im Ö1-Mittagsjournal, Kellermayr würde sich „in die Öffentlichkeit drängen, um ihr Fortkommen zu fördern“, und riet ihr, sich psychologische Hilfe zu suchen und weniger in sozialen Medien aktiv zu sein. Der oberösterreichische Landtagsabgeordnete Felix Eypeltauer von den NEOS nannte die Aussagen der Polizei eine „Frechheit“ und „geradezu unglaublich“ und forderte einen Runden Tisch.
Ende Juni 2022 schloss sie ihre Praxis. Über ihre Entscheidung berichteten österreichische Medien ausführlich, der Präsident der Ärztekammer Oberösterreich Peter Niedermoser kritisierte die Ärztin mit den Worten „Ich sehe ein, dass man sich wehren muss, aber es ist eine andere Frage, ob man sich bei jedem Thema auf Twitter exzessiv zu Wort melden muss“ und „manchmal ist es besser, man zieht sich zurück“, der Vize-Kurienobmann Ziegler äußerte: Sollte die Kassenstelle in Seewalchen frei werden, werde sie schnell besetzt werden. Der österreichische Verfassungsschutz begann sich daraufhin mit dem Fall zu beschäftigen, die deutsche Hackerin N3ll4 lieferte Hinweise zur Person „Claas der Killer“. Es sei „kein großer Aufwand“ gewesen, die Person zu identifizieren, die Polizei habe da „offenbar nichts unternommen“, sagte die Hackerin gegenüber der Tageszeitung Die Presse. Die oberösterreichische Polizei wies die Vorwürfe zurück und betonte, dass es von Anfang an „entsprechende Schutzmaßnahmen“ für die Ärztin und „weit über 100 direkte Kontakte und Besuche beim Opfer gegeben“ habe. Die Direktion Staatsschutz und Nachrichtendienst verlautbarte, man nehme die Rechercheergebnisse der Hackerin ernst.

## Tod
Am 29. Juli 2022 wurde Lisa-Maria Kellermayr tot in ihrer Ordination in Seewalchen am Attersee aufgefunden. Ihr letztes Gespräch mit der Redaktion des Standard hatte sie am Abend des 28. Juli 2022 geführt. Sie starb durch Suizid.

## Reaktionen

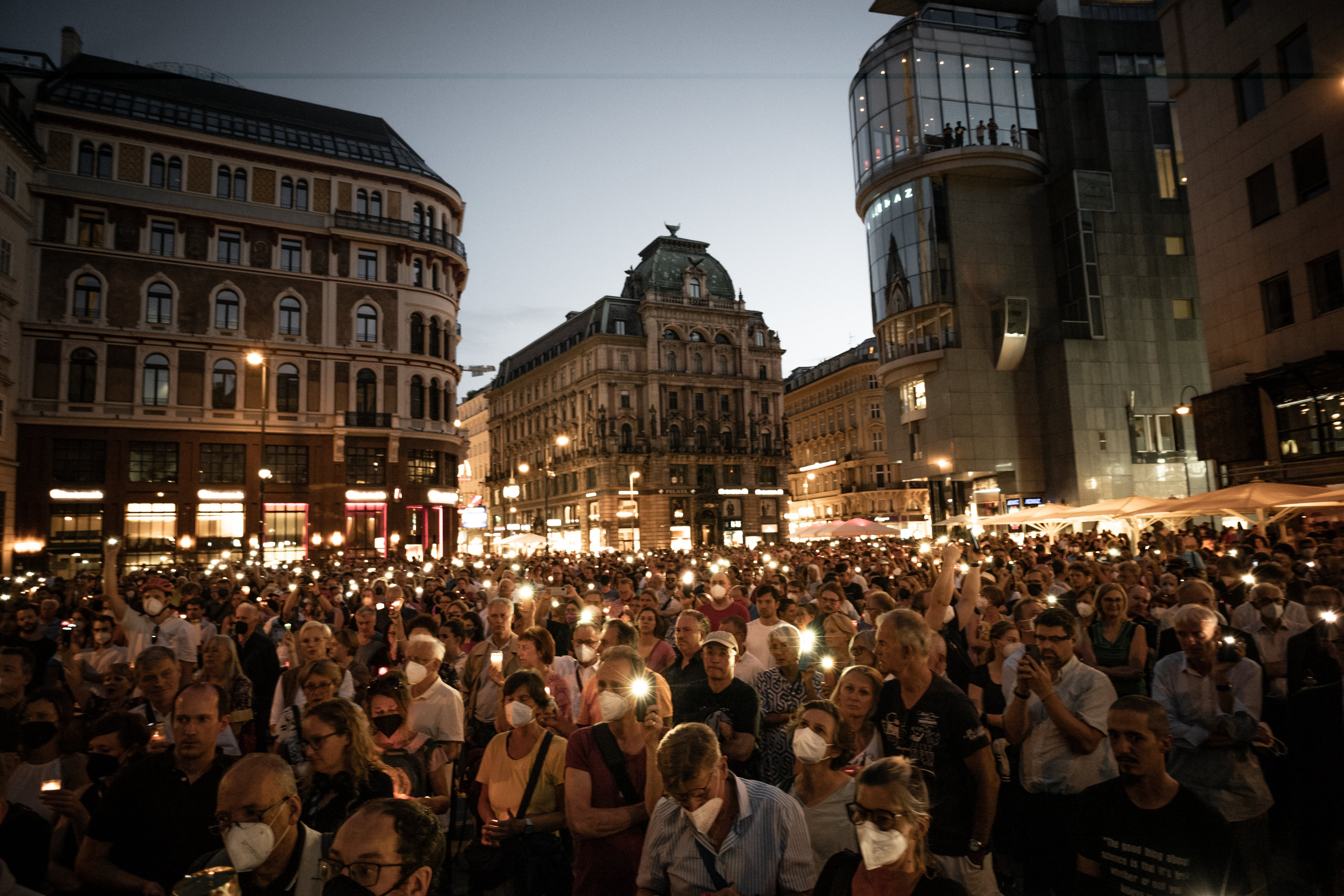
Lichtermeer für Kellermayr am Wiener Stephansplatz, 1. August 2022

Kellermayrs Tod führte in den sozialen Medien der Corona-Leugner zu verschwörungsideologischen Spekulationen, Häme und zum Teil zu strafrechtlich relevanter Hetze.
Am 1. August 2022 fand zum Gedenken an Kellermayr ein Lichtermeer vor dem Stephansdom in Wien statt, an dem mehrere tausend Menschen teilnahmen. Die Glocken des Doms läuteten zum Andenken. Auch in anderen Städten in Österreich fanden Gedenkveranstaltungen statt. Bundespräsident Alexander Van der Bellen legte mit seiner Gattin Doris Schmidauer einen Kranz vor der Praxis von Kellermayr nieder. Der österreichische Gesundheitsminister Johannes Rauch twitterte: „Dieser Hass muss endlich aufhören“. Kurz darauf sagte er in einem Interview: „Für mich ist das ein Moment, innezuhalten, und nicht, um Schuldige zu suchen.“ Die Aussage von Rauch wurde in sozialen Netzwerken kritisiert und Journalist Hans Rauscher kommentierte im Standard: „Wenn sogar ein grüner Minister eine Beschwichtigungspolitik gegenüber Extremisten empfiehlt, dann verwundert der Zustand dieser Regierung nicht mehr.“
SPÖ-Parteivorsitzende Pamela Rendi-Wagner und der Wiener Bürgermeister Michael Ludwig meldeten sich ebenso zu Wort; die NEOS kündigten an, eine parlamentarische Untersuchung zum Verhalten der Polizei einzuleiten. Bundeskanzler Karl Nehammer meldete sich fünf Tage nach Kellermayrs Tod zu Wort und drückte den Angehörigen sein Mitgefühl aus. Innenminister Gerhard Karner wandte sich mit einem Brief an die Polizei. Er verteidigte das Vorgehen der Polizei und kritisierte ein „generelles Schlechtreden“ der Polizeiarbeit.
Der deutsche Gesundheitsminister Karl Lauterbach, der seit Beginn der COVID-19-Pandemie selbst massiven Drohungen ausgesetzt ist, schrieb auf Twitter: „Sie hat anderen das Leben gerettet und ihres dafür verloren. Ihre Arbeit führen andere weiter. Der Staat muss Menschen wie sie beschützen.“ Die SPD-Parteivorsitzende Saskia Esken rief dazu auf, Opfern von psychischer Gewalt beizustehen. Der Präsident der deutschen Bundesärztekammer, Klaus Reinhardt, meinte, der Tod der Ärztin führe „drastisch vor Augen, wohin die Verrohung des gesellschaftlichen Klimas führen kann“.
Die Journalistinnen Corinna Milborn und Magdalena Punz bezeichneten Kellermayr in einem Nachruf als „herausragende Heldin in der Pandemiebekämpfung. […] Oft arbeitete sie weit über 12 Stunden am Tag und Wochenenden durch. Die meiste Zeit war sie die einzige Hausärztin in […] Oberösterreich, die Hausbesuche durchführte.“ Das Moderatorenduo Joko und Klaas, deren langjähriger Fan Kellermayr gewesen war, widmete ihr am 2. August 2022 mit einer Texteinblendung zu Beginn die Folge der ProSieben-Sendung Wer stiehlt mir die Show?
In einem Kapitel des Buches Encyclopedia of Heroism Studies wurde der Fall Kellermayr als tragisches Beispiel im Zusammenhang mit der dunklen Seite der COVID-Pandemie-Heldentaten erwähnt.

## Ermittlungen
Am 5. August 2022 wurde auf Veranlassung der Generalstaatsanwaltschaft München die Wohnung eines 59-jährigen Mannes aus dem Landkreis Starnberg durchsucht, dem Bedrohung und Nachstellung Kellermayrs vorgeworfen wird.
Die deutsche Hackerin (siehe oben) fand heraus, dass Claas der Killer die Identität eines anderen Mannes angenommen hat, um seine eigene zu verschleiern. Bei dem „echten“ Claas handelt es sich um einen Hamburger Aktivisten, der volksverhetzende Inhalte im Internet meldet. Als er erfahren hat, dass Kellermayr in seinem Namen bedroht werde, habe er beim Landeskriminalamt Hamburg Anzeige erstellt, sagte der Mann dem Spiegel, er sei jedoch bis zum Zeitpunkt des Interviews (Oktober 2022) von keiner Behörde kontaktiert worden. Bei dem tatsächlichen Absender der Drohmails ermittelt die Staatsanwaltschaft Berlin gegen einen 37-jährigen Mann, der aus der rechten Szene Berlins bekannt ist.
Die Ermittlungen in Berlin wurden im Jänner 2023 eingestellt, da die besagte E-Mail-Adresse wohl im Darknet angelegt wurde und nicht zuzuordnen sei. Die Ermittlungen in Bayern wurden indessen fortgesetzt.
Anfang September 2024 wurde durch die Staatsanwaltschaft Wels Anklage gegen einen 61-jährigen Deutschen erhoben, der Kellermayr von Februar bis Juli 2022 insgesamt sieben Nachrichten geschickt hatte, worin er etwa drohte, Kellermayr vor ein „Volkstribunal“ zu bringen. Der Deutsche war wegen mehrerer Gewaltdelikte vorbestraft, was auch Kellermayr wusste und ihre Angst verstärkt haben dürfte. Im April 2025 wurde er allerdings vom Landesgericht Wels freigesprochen. Das Gericht sah es nicht als erwiesen an, dass seine Nachrichten ihren Tod mitverursacht hätten. Da der Angeklagte in Deutschland lebt und dort die Nachrichten verfasst hat, ist die österreichische Justiz nur dann zuständig, wenn es sich um eine gefährliche Drohung mit Suizidfolge handelt. Für den Straftatbestand der „gewöhnlichen“ gefährlichen Drohung aus Deutschland sind die deutschen Behörden zuständig.

## Dokumentarfilme und Radio-Features
- Anna Tillack: Tod durch Hass und Hetze – Der Fall Dr. Kellermayr in der ARD-Mediathek. Dokumentarfilm (45 Min.), Weltspiegel, 27. März 2023.
- Alexandra Venier, Oliver Das Gupta: Der Fall Kellermayr – Mit tödlichen Grüßen. Dokumentarfilm. In: Puls 4, 4 × 25 Minuten, 2023.
- Elisabeth Weilenmann: Lisa-Maria Kellermayr – Anatomie einer Entfesselung. Radio-Feature. Produktion: ORF, NDR, SWR, 2023. Auch gesendet in Deutschlandfunk Kultur am 3. Februar 2024; auch SRF.ch.